# الرد الدولي على الحرب في دارفور

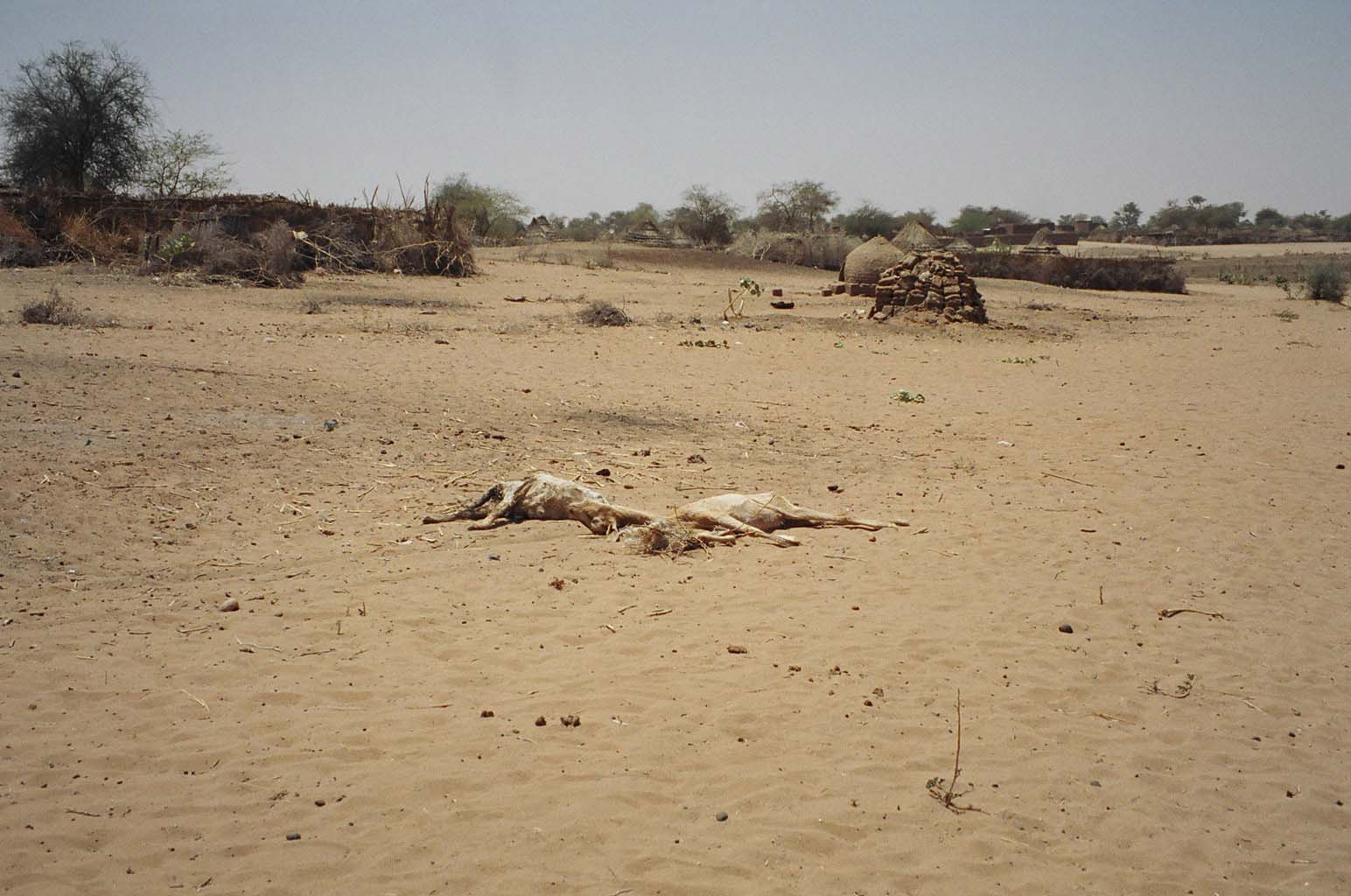
حيوانات ميتة ملقاة وسط قرية محترقة ومنهوبة في دارفور.

في حين كان هناك إجماع دولي حول تعرض عدد من الجماعات الإثنية للاستهداف في دارفور ووقوع جرائم ضد الإنسانية فإن هناك نقاش في بعض الأوساط حول اعتبار ما حصل إبادة جماعية من عدمه. خلصت لجنة التحقيق الدولية المعنية بدارفور التي شكلتها الأمم المتحدة في شهر مايو من عام 2006 إلى أن «حكومة السودان لم تتبع سياسة إبادية... [رغم أن] الجرائم الدولية المرتكبة على غرار الجرائم ضد الإنسانية وجرائم الحرب في دارفور قد تكون أكثر خطورةً وشناعةً من الإبادة الجماعية». شكك الباحث والمعلق المختص إريك ريفز بالمنهجية المستعملة في تقرير اللجنة.
آثرت حكومة الولايات المتحدة وعدد من قادة دول العالم والمنظمات غير الحكومية استعمال كلمة «إبادة جماعية» لوصف ما حصل في دارفور. كان من أبرز الأمثلة عن ذلك إقرار الحكومة الأمريكية حزمة من العقوبات الاقتصادية والقانونية على حكومة السودان نتيجة صدور قانون دارفور للسلام والمساءلة لسنة 2006، وجاء ذلك على إثر ما توصلت إليه الحكومة الأمريكية بشأن وقوع إبادة جماعية في دارفور.

## الرد الدولي
بدأت أنظار المجتمع الدولي تتوجه إلى الصراع في دارفور بصورةٍ ملحوظة بعد التقرير الذي نشرته منظمة العفو الدولية في شهر يوليو من عام 2003 والتقرير الصادر عن مجموعة الأزمات الدولية في شهر ديسمبر من عام 2003. غير أن التغطية الإعلامية الواسعة لم تبدأ إلا حين وصف منسق الشؤون الإنسانية السابق المقيم لدى الأمم المتحدة موكيش كابيلا دارفور بـ«الأزمة الإنسانية الأكثر جسامةً في العالم» في شهر مارس من عام 2004. ظهرت في عدة دول حركة تدعو للتدخل الإنساني في دارفور منذ ذاك الحين.

### الأمم المتحدة

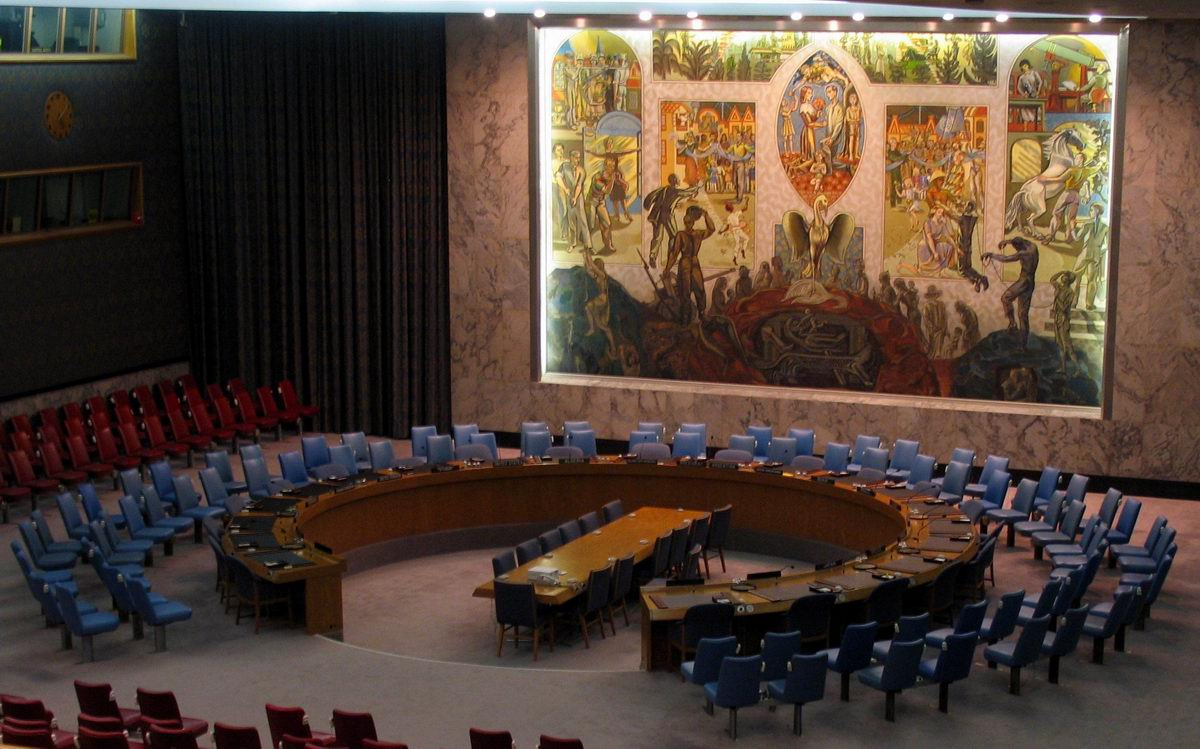
قاعة مجلس الأمن التابع للأمم المتحدة.

وصف وزير الخارجية الأمريكي كولين باول الصراع الدائر في دارفور والذي اندلع في عام 2003 بـ«الإبادة الجماعية» في يوم 9 سبتمبر عام 2004، وجاء ذلك خلال الشهادة التي أدلاها باول أمام لجنة العلاقات الخارجية التابعة لمجلس الشيوخ. ومع ذلك، لم يحذو الأعضاء الدائمين الآخرين في مجلس الأمن التابع للأمم المتحدة حذو الولايات المتحدة منذ حينها. في واقع الأمر، بادرت لجنة التحقيق الدولية المعنية بدارفور والحاصلة على تفويضها بموجب القرار رقم 1564 لسنة 2004 والصادر عن مجلس الأمن التابع للأمم المتحدة إلى إصدار تقرير وجهته إلى الأمين العام في شهر يناير من عام 2005، جاء في التقرير أن «حكومة السودان لم تتبع سياسة إبادية». ومع ذلك فقد حذرت اللجنة من «مغبة فهم هذه الخلاصة التي أفادت بعدم إقدام السلطات الحكومية على اتباع وتنفيذ سياسة إبادية في دارفور بصورةٍ مباشرةٍ أو من خلال الميليشيات التابعة لسيطرتها على أنه انتقاص من فداحة الجرائم المرتكبة في تلك المنطقة. إذ قد لا تكون الجرائم الدولية المرتكبة في دارفور على غرار الجرائم ضد الإنسانية وجرائم الحرب أقل خطورة وشناعة من جريمة الإبادة الجماعية».

### الرد البريطاني
تعد بريطانيا من أهم الجهات المانحة للمساعدات في السودان. حث رئيس الوزراء البريطاني غوردون براون على تقديم دعم قوي لعمليات حفظ السلام في دارفور، وجاء ذلك في إطار دعم بلاده لقرار مجلس الأمن التابع للأمم المتحدة الصادر في عام 2007 والذي أذن بنشر ما يصل إلى 26 ألف عنصر من قوات حفظ السلام في محاولة لوضع حد للعنف في دارفور.
أيدت الحكومة البريطانية قرار المحكمة الجنائية الدولية في ما يخص البشير وحثت الحكومة السودانية على التعاون.

## قوات حفظ السلام والرد العسكري
نفى الجيش السوداني التقارير الإعلامية المتداولة حول تنفيذ عناصر من القوات المظلية الفرنسية مداهمات على قرى بدارفور في يوم 28 مارس في عام 2007.
أعلنت السنغال في يوم 12 أبريل عام 2007 عن تكريم خمسة من جنودها الذين قتلوا في إقليم دارفور بالسودان، وأبدت رغبتها الانسحاب من قوة حفظ السلام التابعة للاتحاد الإفريقي المنتشرة هناك في حال لم تكن القوة محمية ومجهزة بشكل أفضل.

## تصريحات صادرة عن قادة غربيين
دعا الرئيس الأمريكي جورج دبليو. بوش إلى مضاعفة عدد القوات الأممية المنتشرة في دارفور في يوم 18 فبراير عام 2006.
كتب رئيس الوزراء البريطاني طوني بلير رسالة مفتوحة وجهها إلى أعضاء الاتحاد الأوروبي بتاريخ 17 سبتمبر عام 2006. دعا بلير في الرسالة إلى رد موحد على الأزمة الحاصلة.
قال رئيس الوزراء البريطاني غوردون براون في الخطاب الذي ألقاه أمام الجمعية العامة للأمم المتحدة أن هذه الحرب كانت «أكبر كارثة إنسانية يواجهها العالم في يومنا هذا»، وجاء ذلك في إطار دعم بلاده لقرار مجلس الأمن الصادر في عام 2007 والذي سمح بنشر 26 ألف عنصر من قوات حفظ السلام في محاولة لوقف العنف في دارفور.

## خط زمني

### من 2003 حتى منتصف 2004
لدى الأمم المتحدة خط زمني مسهب يوثق هذه الفترة ومن النقاط الأساسية الواجب ذكرها:
مارس 2003: اندلاع اشتباكات في دارفور بين القوات الحكومية والمتمردين وبداية نزوح اللاجئين إلى تشاد.
يناير 2004: الوكالات الإغاثية تبدأ بالاستجابة بجدية بقصد مساعدة آلاف النازحين.
2 أبريل: الأمم المتحدة تتحدث عن ارتكاب ميليشيات الجنجويد حملة من التطهير العرقي واتباع سياسة «الأرض المحروقة» ضد السكان الأفارقة السود في دارفور.
4 مايو: يصف مسؤولون في الأمم المتحدة دارفور كأحد أسوأ الأزمات الإنسانية في العالم بأسره.
7 مايو: خلص تقريران حقوقيان إلى أن الحكومة السودانية والميليشيات العربية ارتكبت خروقات جسيمة لحقوق الإنسان والتي «قد ترقى إلى جرائم حرب و/أو جرائم ضد الإنسانية».

### يوليو 2004
زار كوفي عنان ووزير الخارجية الأمريكي آنذاك كولين باول السودان ومنطقة دارفور في مطلع شهر يوليو من عام 2004. حث الاثنان الحكومة السودانية على وقف دعم ميليشيات الجنجويد. وصف عنان الزيارة بالبناءة.
بادر كل من الاتحاد الإفريقي والاتحاد الأوروبي إلى إرسال مراقبين (بدءًا من 5 يوليو عام 2004) من أجل رصد الالتزام باتفاق وقف إطلاق النار الموقع في يوم 8 أبريل عام 2004، بيد أن هجمات الجنجويد لم تتوقف بحسب ما ذكرته الولايات المتحدة ومنظمة هيومان رايتس ووتش.
قدر محللون الحاجة إلى نشر ما لا يقل عن 15 ألف جندي على الأرض لوضع حد للصراع بحسب ما ذكرته البي بي سي في شهر يوليو من نفس العام.
أصدر مجلس الشيوخ ومجلس النواب قرارًا مشتركًا بتاريخ 22 يوليو في عام 2004. أعلن القرار إطلاق توصيف «إبادة جماعية» على النزاع المسلح الدائر في إقليم دارفور السوداني، ودعا إدارة بوش إلى قيادة الجهود الدولية الرامية إلى وضع حد له.
أعلنت الأمم المتحدة عن إمهال الحكومة السودانية مدة شهر لنزع سلاح الجنجويد وتقديمهم للعدالة بدءًا من يوم 30 يوليو، وذلك بموجب قرار مجلس الأمن الدولي رقم 1556. وأعربت الأمم المتحدة عن نيتها النظر في فرض عقوبات على السودان في حال عدم وفاء الأخيرة بهذه المهلة في غضون ثلاثين يومًا. دعت جامعة الدول العربية إلى تمديد هذه المهلة وحذرت السودان من مغبة التحول إلى عراق جديد. كذلك فرض القرار رقم 1556 حظرًا على تسليح الجنجويد وغيرها من الميليشيات الأخرى.
كان الصراع من وجهة نظر الحكومة السودانية عبارة عن مناوشات ليس إلا. إذ قال الرئيس السوداني عمر حسن البشير بأن «القلق الدولي حيال دارفور هو في واقع الأمر استهداف للدولة الإسلامية في السودان». حذرت السودان كلًا من بريطانيا والولايات المتحدة من التدخل في الشؤون الداخلية للدولة الواقعة في شرق إفريقيا، وقالت إنها سترفض أي مساعدة عسكرية، في حين ستطلب الحصول على دعم لوجستي.

== المراجع ==
1. ↑  Report of the International Commission of Inquiry on Darfur to the United Nations Secretary-General نسخة محفوظة 31 August 2006 على موقع واي باك مشين., الأمم المتحدة International Commission of Inquiry on Darfur, 18 September 2004
2. ↑  Darfur 101 by إرك ريفز (ذا نيو ريببلك) 5 May 2006. "... a U.N. Commission of Inquiry (COI) report on Darfur concluded in January 2005 that there was 'insufficient evidence of genocidal intent' on the part of the NIF, though the commissioners' reasoning was embarrassingly flawed and the failure to conduct forensic investigations at all sites of reported mass ethnic murders was inexcusable. In addition, the COI badly confused the issues of motive and intent, deployed evidence in conspicuously contradictory fashion, and misrepresented the consequences of genocidal violence and displacement in Darfur." نسخة محفوظة 2016-03-03 على موقع واي باك مشين.
3. ↑  Prunier, pp. 124-148
4. ↑  POWELL DECLARES KILLING IN DARFUR 'GENOCIDE' نسخة محفوظة 11 September 2004 على موقع واي باك مشين., The NewsHour with Jim Lehrer, 9 September 2004
5. 1 2  "Report of the International Commission of Inquiry on Darfur to the United Nations Secretary-General" (PDF). مؤرشف من الأصل (PDF) في 2023-05-03. (1.14 MB), 25 January 2005, at 4
6. ↑  Sudan's mass killings not genocide: UN report, سي بي سي نيوز, 1 February 2005 نسخة محفوظة 2023-04-06 على موقع واي باك مشين.
7. 1 2  Sullivan، John (1 أغسطس 2007). "U.N. Security Council Approves Joint Force of Up to 26,000 Peacekeepers for Darfur". The New York Times. مؤرشف من الأصل في 2021-01-28. اطلع عليه بتاريخ 2010-05-05.
8. ↑  Sudan army denies French paratroopers' attack against Darfur village, وكالة الأنباء الكويتية, 28 March 2007 نسخة محفوظة 2016-03-03 على موقع واي باك مشين.
9. ↑  Senegal may quit AU Darfur force if it left weak نسخة محفوظة 8 July 2011 على موقع واي باك مشين., The San Diego Union-Tribune, 12 April 2007
10. ↑  VandeHei، Jim؛ Lynch، Colum (18 فبراير 2006). "Bush Calls For More Muscle in Darfur". The Washington Post. مؤرشف من الأصل في 2022-06-19. اطلع عليه بتاريخ 2010-05-05.
11. ↑  "Blair's Darfur letter in full". BBC News. 17 سبتمبر 2006. مؤرشف من الأصل في 2019-03-03. اطلع عليه بتاريخ 2010-05-05.
12. ↑  Annan warns of Sudan catastrophe (BBC) 6 July 2004 نسخة محفوظة 2022-04-10 على موقع واي باك مشين.
13. ↑  Sudan government and rebels sign Darfur cease-fire by Abakar Saleh, The European - Sudanese Public Affairs Council, 8 April 2004 نسخة محفوظة 2016-03-10 على موقع واي باك مشين.
14. ↑  Sudan 'breaking Darfur ceasefire' (BBC) 13 April 2004 نسخة محفوظة 2022-04-10 على موقع واي باك مشين.
15. ↑  Darfur: New Atrocities Disprove Khartoum’s Claims, هيومن رايتس ووتش 11 August 2004 نسخة محفوظة 2022-04-10 على موقع واي باك مشين.
16. ↑  France opposes UN Sudan sanctions (BBC) 8 July 2004 نسخة محفوظة 2022-12-01 على موقع واي باك مشين.
17. ↑  UN resolution on Darfur: Full text (BBC) 30 July 2004 نسخة محفوظة 2022-10-20 على موقع واي باك مشين.
18. ↑  DFID Information note on the humanitarian situation i Darfur, Sudan October 2004 نسخة محفوظة 25 August 2006 على موقع واي باك مشين. British Embassy, Khartoum, October 2004